# 모르나

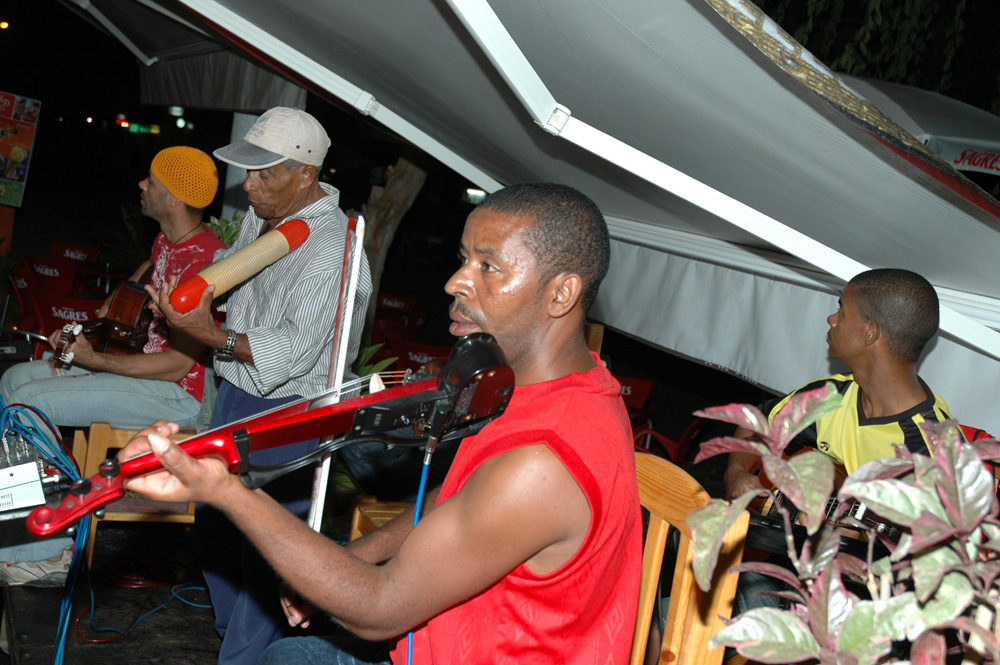
일반적인 모르나 그룹.

모르나(Morna)는 카보베르데의 고유 음악이다.